# Torre da KVLY-TV
A Torre da KVLY-TV (anteriormente chamada de Torre da KTHI-TV) é uma torre transmissora de sinal de televisão localizada na Dakota do Norte, Estados Unidos da América, usada pelo canal 11 da estação KVLY-TV de Fargo. Medindo 628,8 m de altura, já foi a estrutura em terra mais alta do mundo, título que deteve até ter sido ultrapassada por Burj Khalifa em 2010.
A torre fica a cerca de 5 km ao oeste de Blanchard, Dakota do Norte (Lat 47°20'32"N, Long 97°17'20"W), que é aproximadamente a metade do caminho entre Fargo e Grand Forks. Transformou-se na estrutura artificial mais alta do mundo ao final de sua construção em 13 de Agosto de 1963. O mastro foi superado em altura por 18 m em 1974 pelo mastro de rádio perto de Konstantynow, Varsóvia, Polônia, mas aquela torre caiu em 8 de Agosto de 1991, tornando o KVLY novamente a estrutura mais alta na terra.
A torre foi construída pela Hamilton Directors e pela Kline Iron and Steel, levou trinta dias para ser concluída, e teve um custo de US$ 500 000.